# Quadratfuß
Der Quadratfuß (square foot, Plural square feet) ist ein Flächenmaß im angloamerikanischen Maßsystem, das in den USA und im Vereinigten Königreich benutzt wird. Als historisches Maß war er in Kontinentaleuropa bis zur Einführung des metrischen Systems in Anwendung.
Ein Quadratfuß ist definiert als eine quadratische Fläche mit einer Kantenlänge von 1 Fuß (entspricht 1⁄3 Yard, 12 Zoll (inches) bzw. 0,3048 Meter). 
Ein Quadratfuß entspricht ca. 0,092 Quadratmeter und etwa 10,8 Quadratfuß sind notwendig, um einen ganzen Quadratmeter auszufüllen. 

## Abkürzungen
Es gibt keine allgemein gültige Abkürzung für die Einheit. Folgende Varianten sind im Gebrauch:
- square feet, square foot, square ft
- sq feet, sq foot, sq ft, SF

Seltener auch:
- feet/-2, foot/-2, ft/-2
- feet^2, foot^2, ft^2
- feet², foot², ft²

In architektonischen Zeichnungen und im Immobilienhandel wird als Symbol auch ein Quadrat verwendet, das durch einen schrägen oder vertikalen Strich geteilt wird.

## Umrechnung
1 Quadratfuß entspricht im angloamerikanischen Maßsystem:
- 144 Quadratzoll (square inches)
- 1/9 Square yards
- 1/43560 (≈ 0,000 022 956 84) Acres
- 0,01 Square

Im metrischen bzw. Internationalen Einheitensystem (SI):
- 92 903,04 Quadratmillimeter
- 929,030 4 Quadratzentimeter
- 0,092 903 04 Quadratmeter

umgekehrt entspricht 1 Quadratmeter 10,763 910 416 7 Quadratfuß

## Historisches Maß in Kontinentaleuropa
Vor der Einführung des metrischen Systems im Laufe des 19. Jahrhunderts war der Quadratfuß (Abk.: Qu.-F. oder ◻’) auch in Kontinentaleuropa ein gängiges Flächenmaß. Er differierte, je nach den unterschiedlichen Fuß-Normierungen, von Land zu Land.
So galt z. B.:
- 1 bayerischer Qu.-F. = 0,086475 m²
- 1 preußischer Qu.-F. = 0,098504 m²
- 1 Wiener Qu.-F. = 0,099921 m²
- 1 Pariser Qu.-F. = 0,105521 m²[1]

In Bayern, gelegentlich aber auch in anderen deutschen Regionen, wurde beim Quadratfuß der zehn- und der zwölfteilige Quadratfuß unterschieden. Ersterer hatte 100, letzterer 144 Quadratzoll.